# Distrito de Conches
O Distrito de Conches (em alemão: Bezirk Goms) é um dos 14 distritos do cantão suíço de Valais. Tem como capital a cidade de Münster-Geschinen. Neste distrito de Valais, situado no vale homónimo, a língua oficial é o alemão.
Segundo o censo de 2010, o distrito ocupa uma área de 588 km2 e uma população total de 4745 hab. o que faz uma densidade de 8 hab/km2, O distrito é  constituído por 15 comunas .

## Imagens

Bandeira do Cantão de Valais
Armas de Briga
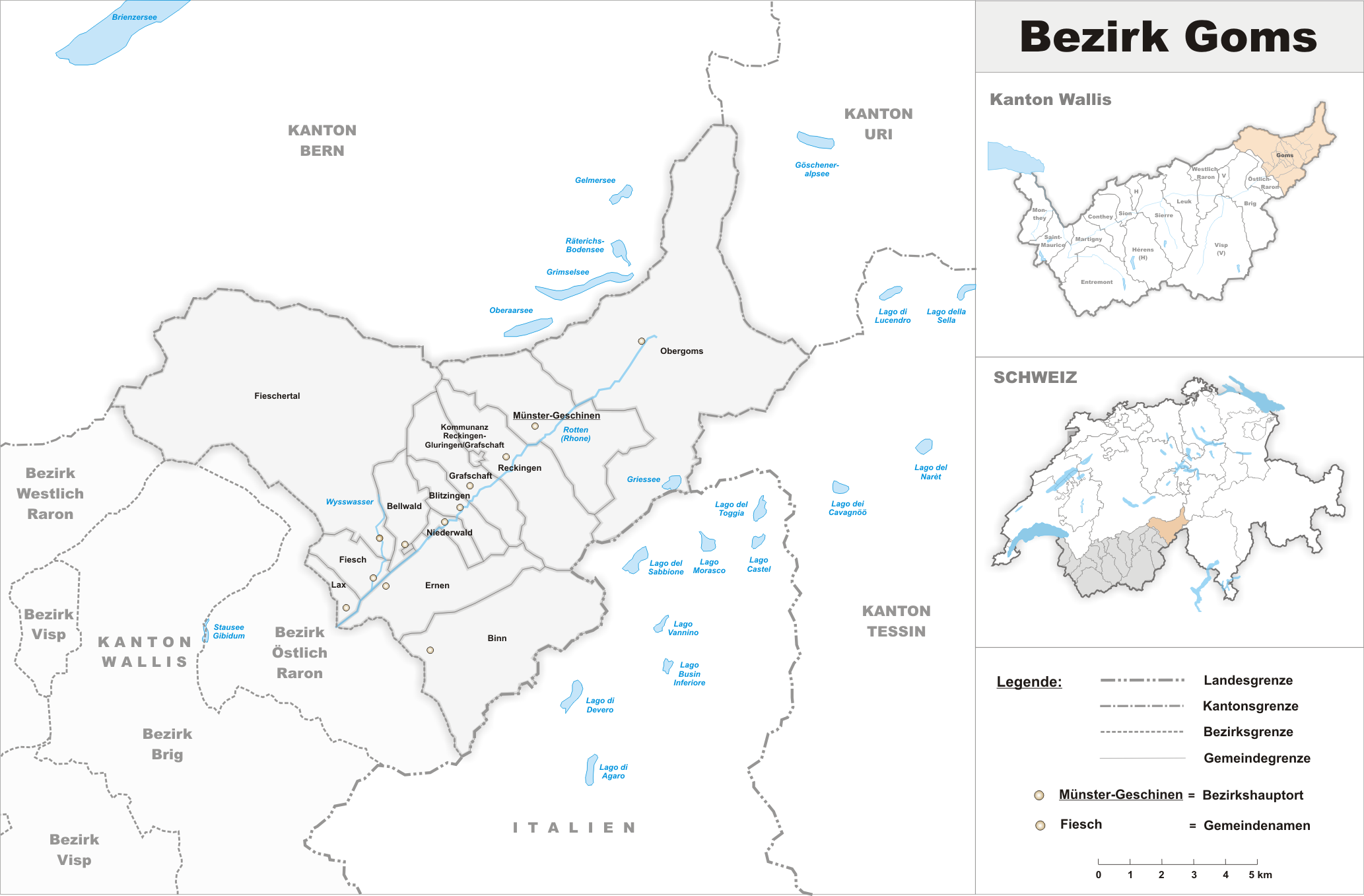
Distrito de Conches

## Comunas
O Distrito de Conches tem 12 comunas:
| No OCS | De Bellwald a Reckingen-Gluringen |
| ------ | --------------------------------- |
| 6052   | Bellwald                          |
| 6054   | Binn                              |
| 6055   | Blitzingen                        |
| 6056   | Ernen                             |
| 6057   | Fiesch                            |
| 6058   | Fieschertal                       |
| 6073   | Grafschaft                        |
| 6061   | Lax                               |
| 6074   | Münster-Geschinen                 |
| 6064   | Niederwald                        |
| 6076   | Obergoms                          |
| 6075   | Reckingen-Gluringen               |